# Grenzturm Katharinenberg

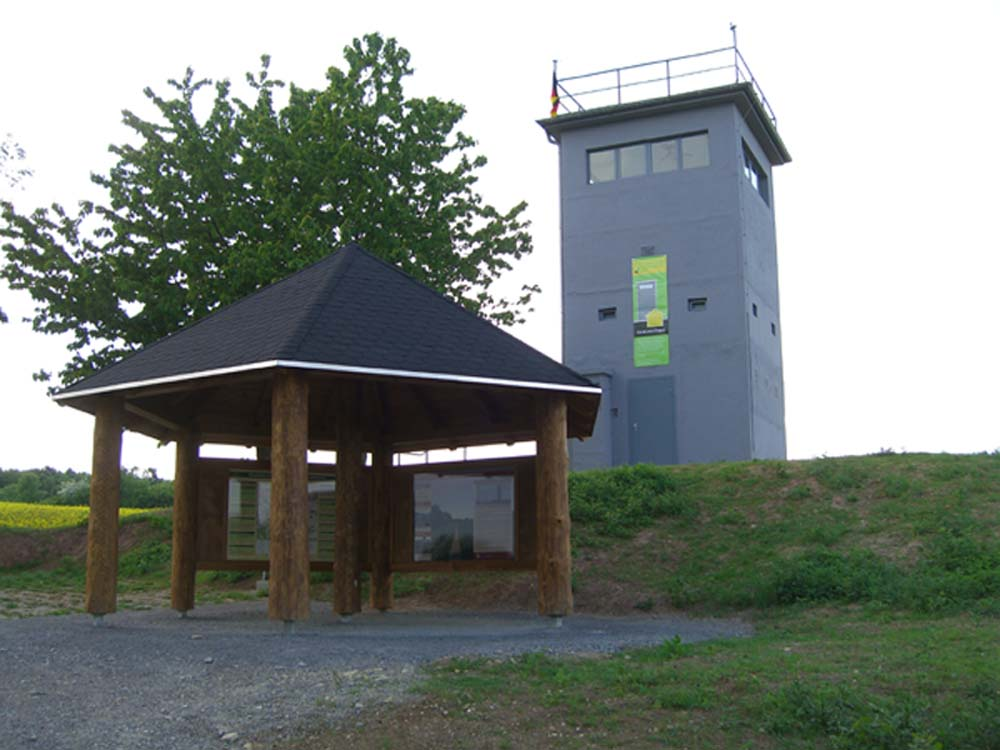
Mahnmal Grenzturm Katharinenberg, ehem. Grenzturm an der innerdeutschen Grenze bis 1989 – jetzt Museum

Der Grenzturm Katharinenberg (auch Mahnmal Grenzturm) ist ein ehemaliger Führungsturm der DDR-Grenztruppen in der Gemeinde Südeichsfeld im Unstrut-Hainich-Kreis (Thüringen).
Der ehemalige Grenzturm wurde zu einem kleinen Museum umgebaut. Dabei blieb die eigentliche Bausubstanz erhalten.
Das Museum wird vom Heimatverein Wendehausen betreut. Dargestellt werden die früheren Grenzanlagen und die Lebensbedingungen der Bevölkerung im einstigen Sperrgebiet. Es setzt den Todesopfern bei Fluchtversuchen ein Denkmal. Thematisiert werden außerdem Zwangsumsiedlungen und Wüstungen in der Zeit der DDR.

## Lage
Der Turm befindet sich südwestlich von Katharinenberg und nordwestlich von Wendehausen Auf der Delle (461 m), der höchsten Erhebung des Muschelkalkplateaus des Karnberges. Vom Berg und vom Turm hatte man nicht nur eine gute Sicht auf die Grenzanlagen bei Katharinenberg, sondern auch auf die Landschaft im Südeichsfeld bis zum Hainich, den Inselsberg und ins nahegelegene Hessen. Wenige hundert Meter östlich befand sich das ehemalige Gut Scharfloh, welches wegen der Grenznähe abgerissen wurde.
Zu erreichen ist der Grenzturm über Wanderwege aus Richtung Katharinenberg, vom Parkplatz "Grenzblick" an der Bundesstraße 249, von Wendehausen und über den Kolonnenweg am heutigen Grünen Band.

## Gebäude
Der ehemalige Grenzturm (Führungsturm) hat eine Grundfläche von vier mal vier Metern. Er ist vollständig unterkellert. Im Kellergeschoss befanden sich die Zuleitungen der Signalzäune und die Stromversorgung. Im Erdgeschoss befanden sich eine Toilette und drei Arrestzellen für mögliche Gefangene, die aus der DDR flüchten wollten, deren Versuch aber durch die Grenztruppen unterbunden wurde. In der ersten Etage standen Feldbetten für sechs Soldaten. Der Turm hatte kleine Schießschächte.
Im zweiten Geschoss war die Führungsstelle untergebracht, die für einen bestimmten Grenzabschnitt zuständig war. Das Obergeschoss war im Allgemeinen ständig mit einem Offizier/Unteroffizier und einem Soldaten besetzt. Hier liefen unter anderem die Signaldrähte der Signalzäune zusammen und zeigten an, wenn ein Flüchtling den Grenzanlagen passieren wollte. Auch Tiere lösten bei Berührung der Signaldrähte Alarm aus. Vom zweiten Obergeschoss konnte man weit an den Grenzanlagen entlang schauen. Auf dem Dach war eine Flutlichtanlage installiert, mit der die Grenzanlagen beleuchtet werden konnten.
Zu einer solchen Führungsstelle gehörte auch ein von westlicher Seite gedeckt angelegter Kfz-Standplatz, von dem man über den Kolonnenweg in kurzer Zeit den gesamten Grenzabschnitt mit Fahrzeugen erreichen konnte.

## Mahnmal

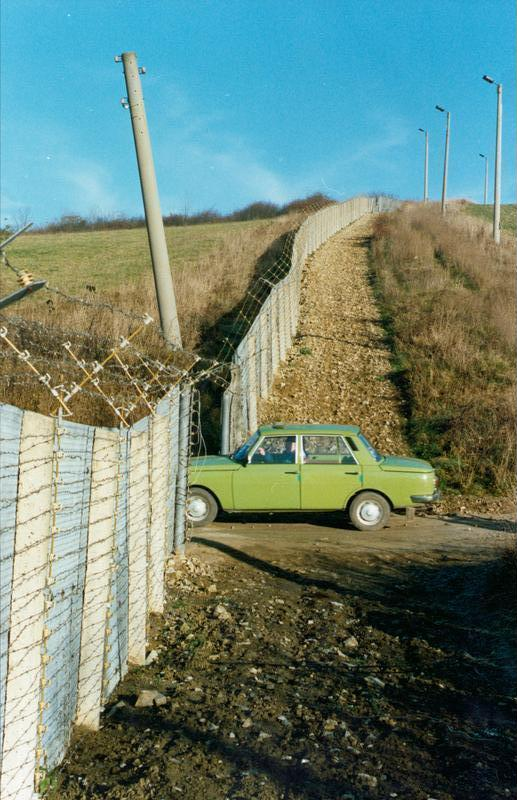
Grenze bei Katharinenberg nach Öffnung eines provisorischen Übergangs 1989 (an der heutigen B 249)

Die Gemeinde Südeichsfeld und der Heimatverein Wendehausen wollen die Erinnerung an die früheren Grenzanlagen wachhalten und auch die nachfolgenden Generationen über die Geschichte des Ortes informieren. Zwischen Ostern und dem Tag der Deutschen Einheit am 3. Oktober ist das Mahnmal sonntags geöffnet. Auf dem ehemaligen Fahrzeugstandplatz befindet sich ein Pavillon mit Informationen zur Umgebung.
Als weitere Relikte ehemaliger Grenzanlagen in der Umgebung sind noch der mit Betonplatten angelegte Kolonnenweg von der B 249 über den gesamten Karnberg bis zum Heldrabach vorhanden, zum großen Teil auch noch der Kfz-Sperrgraben, ein weiterer Beobachtungsturm südwestlich der Führungsstelle und eine Agentenschleuse an den Mainzer Köpfen. Darüber hinaus findet man neben den historischen Grenzsteinen auch noch einige Grenzsäulen und Grenzsteine der DDR.